# Acridotheres albocinctus
El miná acollarado (Acridotheres albocinctus) es una especie de ave paseriforme de la familia Sturnidae.
Esta especie puede ser encontrada en China, India y Birmania.